# Bornos
Bornos – miasto w południowej Hiszpanii w regionie Andaluzji w prowincji Kadyks. Miejscowość oddalona jest ok. 79 km od Kadyksu. Miejscowość głównie turystyczna.

## Atrakcje turystyczne
- Zabytkowa, odrestaurowana wieża obronna wzniesiona przez Arabów
- Zespół klasztorny Hieronimitów
- Klasztor zakonu Franciszkanów
- Kaplica zmartwychwstania z XVI wieku
- Neoklasyczny ratusz wzniesiony w 1830 r.